# 第43回ダヴィッド・ディ・ドナテッロ賞
第43回ダヴィッド・ディ・ドナテッロ賞（だい43かいダヴィッド・ディ・ドナテッロしょう）の授賞式は、1998年7月5日にローマで行われた。

## 受賞とノミネート一覧
太字が受賞者。

### 作品賞
- ライフ・イズ・ビューティフル La vita è bella（監督：ロベルト・ベニーニ）
- Ovosodo（監督：パオロ・ヴィルズィ）
- ナンニ・モレッティのエイプリル Aprile （監督：ナンニ・モレッティ）

### 監督賞
- ロベルト・ベニーニ（『ライフ・イズ・ビューティフル』）
- マリオ・マルトーネ（『戦争のリハーサル』[1]）
- パオロ・ヴィルズィ（『Ovosodo』）

### 新人監督賞
- ロベルタ・トッレ（『死ぬほどターノ』[1]）
- リッカルド・ミラーニ（『Auguri professore』）
- アルド、ジョバンニ＆ジャコモ、マッシモ・ヴェニエ（『Tre uomini e una gamba』）

### 脚本賞
- ヴィンチェンツォ・チェラーミ、ロベルト・ベニーニ（『ライフ・イズ・ビューティフル』）
- ミンモ・カロプレスティ（『愛の言葉を信じて』）
- パオロ・ヴィルズィ（『Ovosodo』）

### プロデューサー賞
- エルダ・フェッリ、ジャンルイジ・ブラスキ（『ライフ・イズ・ビューティフル』）
- ドナテッラ・パレルモ、ローズ・カムスティーグ（『死ぬほどターノ』）
- マルコ・リージ、マウリツィオ・テデスコ（『L'ultimo capodanno』）

### 主演女優賞
- ヴァレリア・ブルーニ・テデスキ（『愛の言葉を信じて』[2]）
- アンナ・ボナイウート（『戦争のリハーサル』）
- ヴァレリア・ゴリーノ（『アクロバットの女たち』[1]）

### 主演男優賞
- ロベルト・ベニーニ（『ライフ・イズ・ビューティフル』）
- ナンニ・モレッティ（『ナンニ・モレッティのエイプリル』）
- シルヴィオ・オルランド（『Auguri professore』）

### 助演女優賞
- ニコレッタ・ブラスキ（『Ovosodo』）
- アティナ・チェンチ（『I miei più cari amici』）
- マリーナ・コンファローネ（『愛の言葉を信じて』）

### 助演男優賞
- シルヴィオ・オルランド（『ナンニ・モレッティのエイプリル』）
- セルジョ・ビーニ・ブストリッチ（『ライフ・イズ・ビューティフル』）
- マッシモ・チェチェリーニ（『Fuochi d'artificio』）

### 撮影監督賞
- トニーノ・デリ・コリ（『ライフ・イズ・ビューティフル』）
- ルカ・ビガッツィ（『アクロバットの女たち』）
- パスクァーレ・マーリ（『戦争のリハーサル』）

### 作曲賞
- ニーノ・ダンジェロ（『死ぬほどターノ』）
- フランコ・ピエルサンティ（『愛の言葉を信じて』）
- ニコラ・ピオヴァーニ（『ライフ・イズ・ビューティフル』）

### 美術賞
- ダニロ・ドナーティ（『ライフ・イズ・ビューティフル』）
- アルベルト・コッティニョーリ、ステファノ・トネッリ（『恋は結婚式の後で…』）
- ルチアーノ・リッチェーリ（『L'ultimo capodanno』）

### 衣装デザイン賞
- ダニロ・ドナーティ（『ライフ・イズ・ビューティフル』）
- ヴィットリア・グアイータ（『恋は結婚式の後で…』）
- マウリツィオ・ミッレノッティ（『Il viaggio della sposa』）

### 編集賞
- ヤコポ・クアドリ（『戦争のリハーサル』）
- シモーナ・パッジ（『ライフ・イズ・ビューティフル』）
- ヤコポ・クアドリ（『Ovosodo』）

### 録音賞
- トゥッリオ・モルガンティ（『Ovosodo』）
- トゥッリオ・モルガンティ（『ライフ・イズ・ビューティフル』）
- アレッサンドロ・ザノン（『ナンニ・モレッティのエイプリル』）

### 短編映画賞
- La matta dei fiori（監督：ローランド・ステファネッリ）
- Asino chi legge（監督：ピエトロ・レッジャーニ）
- Spalle al muro（監督：ニーナ・ディ・マヨ）

### 外国映画賞
- フル・モンティ（監督：ピーター・カッタネオ）
- アミスタッド（監督：スティーブン・スピルバーグ）
- パパってなに？（監督：パーヴェル・チュフライ）

### ダヴィッド学生賞
- ライフ・イズ・ビューティフル La vita è bella（監督：ロベルト・ベニーニ）

### ダヴィッド特別賞
- トゥリオ・ピネリ